# فیرچایلد ۹۱
فیرچایلد ۹۱ (به انگلیسی: Fairchild_91) یک هواگرد ملخ‌پیشین تک‌موتوره از نوع کشتی پرنده مسافربری ساخت شرکت فیرچایلد ایرکرفت است. هواگرد فیرچایلد ۹۱ نخستین پروازش را در ۵ آوریل ۱۹۳۵ میلادی انجام داد. در مجموع، تعداد ۴ فروند از این هواگرد ساخته شده‌است.
طراح این هواگرد، Alfred Gassner بود.